# Newark Light Rail

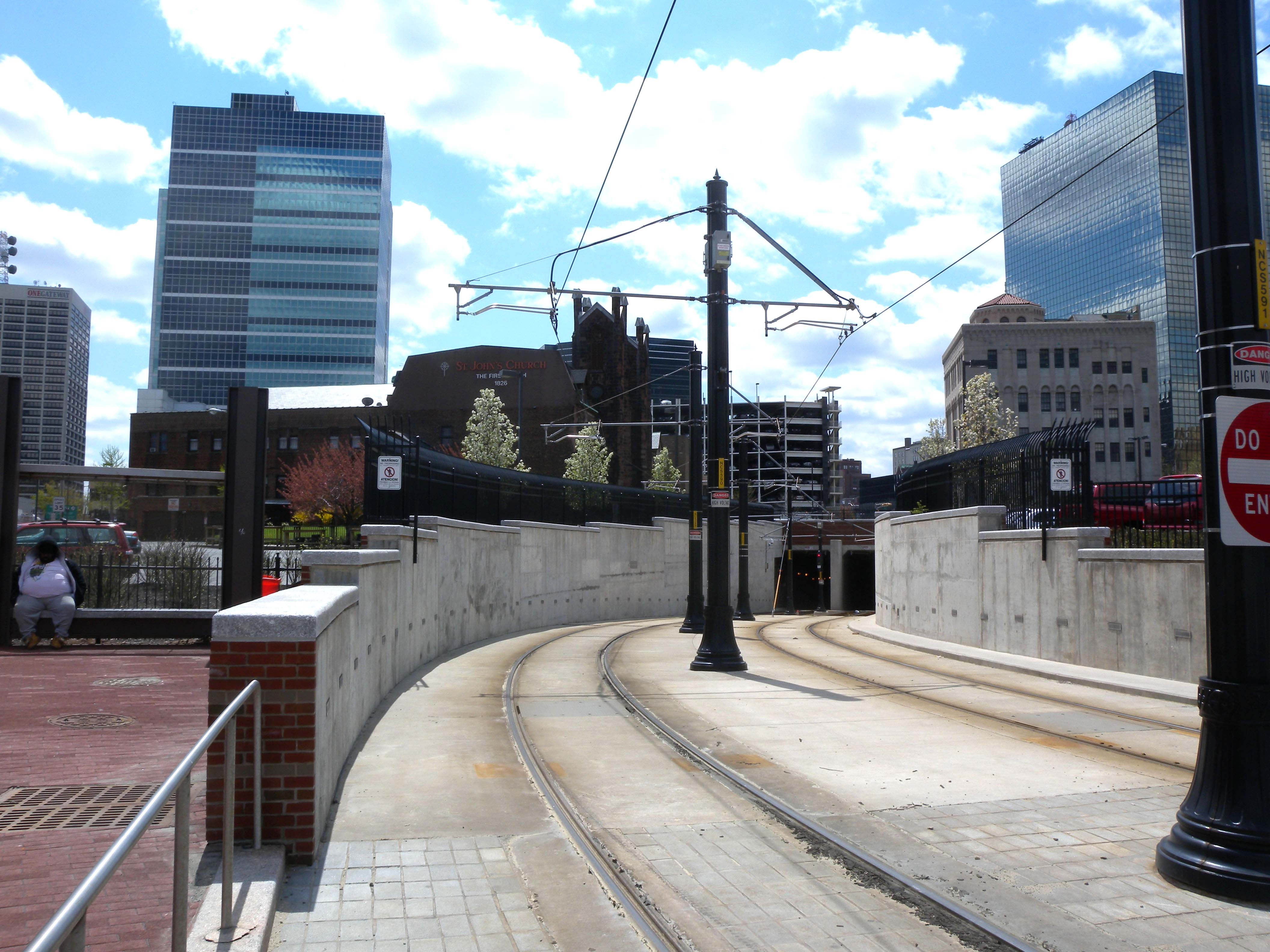
Vista sul da linha Newark Light Rail

O Newark Light Rail (NLR) é um sistema metroviário leve que atende a cidade de Newark, New Jersey e áreas adjacentes, operado pela New Jersey Transit Bus Operations. O serviço consiste em dois segmentos, o Newark City Subway original (NCS) e a extensão para a estação Broad Street. O metrô da cidade foi inaugurado em 16 de maio de 1935, enquanto o serviço combinado de metrô leve de Newark foi oficialmente inaugurado em 17 de julho de 2006.